# Tepenacaxtla
Tepenacaxtla är en ort i Mexiko.   Den ligger i kommunen Zongolica och delstaten Veracruz, i den sydöstra delen av landet, 250 km öster om huvudstaden Mexico City. Tepenacaxtla ligger 856 meter över havet och antalet invånare är 736.
Terrängen runt Tepenacaxtla är huvudsakligen bergig, men österut är den kuperad. Terrängen runt Tepenacaxtla sluttar österut. Runt Tepenacaxtla är det ganska tätbefolkat, med 222 invånare per kvadratkilometer. Närmaste större samhälle är Zongolica, 13,0 km nordväst om Tepenacaxtla. I omgivningarna runt Tepenacaxtla växer i huvudsak städsegrön lövskog.